# M (제임스 본드)
M은 이언 플레밍의 제임스 본드 시리즈에 등장하는 가공의 인물이며, 영국 비밀정보부 (MI6)의 국장이다. 플레밍뿐만 아니라 후계 작가들의 소설에서도 사용되고 있으며 또한 제임스 본드 영화 시리즈에서 24번 등장하였다. 이언 프로덕션 제작의 영화에서 버나드 리, 로버트 브라운, 주디 덴치, 레이프 파인즈, 이언 작품 외의서는 존 휴스턴과 에드워드 폭스가 M을 연기했다.

## 배경
M은 제2차 세계 대전 중 영국 해군 정보부 (NID)에서 부장을 지낸 존 헨리 갓프리 제독을 모델로 하여 창조되었다. 플레밍이 죽은 뒤, 갓프리는 "그는 나를 불편한 캐릭터, M으로 바꿔버렸다."고 말하며 불만을 토로했다.

## 영화

### 이온 프로덕션 작품
버나드 리가 연기한 M은 본드 영화 제1탄 《007 살인번호》부터 제11탄 《007 문레이커》까지 등장했다. 리는 《007 유어 아이스 온리》 촬영 전 1981년 1월에 암으로 사망했다. 리를 존중하기 위해 새로운 배우 캐스팅하고, M은 휴가 중이라는 설정으로 각본을 다시 작성하여 작중 역할은 빌 태너와 프레드릭 그레이로 대체했다.